# Ummet Ozcan
Ummet Ozcan (Putten, Países Bajos, 19 de agosto de 1982) es un DJ y productor neerlandés de ascendencia turca, orientado a la música trance y actualmente al big room house fundador de Oz Records. En 2024, se ubicó en el número 110 de la lista realizada por la revista DJmag.
Es conocido por el diseño de sus sintetizadores de software y soundbanks para la creación de música house como Rob Papen (Albino, Predator) y Acces Music (Virus).

## Biografía
Empezó a producir en 2006 y creó su propia discográfica Beatproviders en el año 2007 y editó varios lanzamientos para el sello de Sander van Doorn, y para el sello de trance Reset Records. Reconoce como una de sus principales influencias al compositor de bandas sonoras Hans Zimmer.
En 2010, se unió con el productor holandés M.E.M en un proyecto musical llamado Soundshaperz. En 2012, colaboró en el álbum Evolution de Paul van Dyk donde juntos produjeron la pista "Dae Yor". En 2013, empezó a incursionar en el género big room house con el lanzamiento de "The Code", una coproducción con el dúo W&W para el sello Revealed Recordings. Le prosiguieron producciones editadas por Spinnin' Records como "The Cube", "Airport" y "Here & Now" (Esta última siendo la primera de Ozcan en subirse a la disquera) . A fines de ese mismo año, participa junto a NERVO y R3hab en el sencillo "Revolution" y remezcla "Eat Sleep Rave Repeat" junto a dúo belga Dimitri Vegas & Like Mike.
En 2014, Ummet Ozcan volvió a orientarse en la Música Trance colaborando con el DJ y Productor Paul van Dyk, con el tema "Come With Me"
En abril de 2015 lanzó junto a Dimitri Vegas & Like Mike el sencillo "The Hum", cuyo video cuenta con la participación de Charlie Sheen y Jean Claude Van Damme y los mismos Ummet Ozcan y Dimitri Vegas & Like Mike.
El 21 de febrero de 2018 lanzó su propio sello discográfico llamado Oz Records la cual es una subdiscográfica de Spinnin' Records. El primer lanzamiento de Oz Records es Krypton que fue publicado el 19 de marzo de ese mismo año.
El día 12 de enero de 2019 Lanza La Nueva Ummet Ozcan Presents OZ Radio Anteriormente se llamaba innerstate radio

## Ranking DJmag
| DJ          | 2013 | 2014 | 2015 | 2016 | 2017 | 2018 | 2019 | 2020 | 2021 | 2022 | 2023 | 2024 |
| ----------- | ---- | ---- | ---- | ---- | ---- | ---- | ---- | ---- | ---- | ---- | ---- | ---- |
| Ummet Ozcan | 99°  | 31°  | 36°  | 19°  | 38°  | 23°  | 32°  | 65°  | 43°  | 41°  | 69°  | 110° |

## Discografía

### Sencillos
2025:
- Vortex [OZ Records]

2024:
- Night Drive [OZ Records]
- Lotus [OZ Records]

2023:
- A Shaman's Mantra (Shaman EP) [OZ Records]
- Ion (Synesthesia I EP) [OZ Records]
- Continuum (Synesthesia I EP) [OZ Records]
- Kayra [OZ Records]
- Kalimba [OZ Records]
- RYU [OZ Records]
- My Beat Goes [OZ Records]

2022:
- Gargantua [Spinnin Records]
- Dust [OZ Records]
- Manipulated [OZ Records]
- Oblivion [OZ Records]
- Apex (con Will Sparks) [Spinnin Records]
- Xanadu [OZ Records]
- Baiame [OZ Records]
- Bifrost [Spinnin Records]
- Midgard [OZ Records]
- OYNA (OYNA EP) [Spinnin Records]
- Pandora (OYNA EP) [Spinnin Records]
- Wakame (OYNA EP) [Spinnin Records]
- A Shaman's Flute (Shaman EP) [OZ Records]

2021:
- The Moment (con Mila Falls) [Spinnin Records]
- Porcelain (con Linney) [Spinnin Records]
- Million Dreams (con Harris & Ford) [Spinnin Records]
- Strange World (con ili) [Spinnin Records]
- Be Something (con Tiësto & Tomhio) [Musical Freedom/Atlantic]
- Reborn [Spinnin Records]

2020:
- Wonderful Days (con Charly Lownoise & Mental Theo y Orange Inc.) [Spinnin Records]
- Somewhere In My Memory (con Jaxx & Vega) [Home Alone On The Night Before Christmas EP] [Smash The House]
- Angry Kids (con Faustix) [Spinnin Records]
- Underdog [OZ Records]
- Toast Hawaii (con Le Shuuk) [OZ Records]
- Seesaw [Spinnin Records]
- Fight Back (con Harris & Ford) [Spinnin Records]

2019:
- The Grid [OZ Records]
- Eins Zwei (con Mo-Do)  [OZ Records]
- Izmir (con Arem Ozguc & Arman Aydin)  [Spinnin' Records]
- I Don't Care (con Robin Valo)  [Spinnin' Records]
- Beast (All As One) (con Dimitri Vegas & Like Mike vs. Brennan Heart)  [Epic Amsterdam / Smash The House]
- Popcorn (con Steve Aoki & Dzeko) [Ultra Records]

2018:
- Sentinel [FREE DOWNLOAD]
- Krypton [OZ Records]
- Sober (con Hyoyeon) [S.M. Entertainment]
- Change My Heart (ft. Laurell) [Spinnin' Records]
- Omnia [OZ Records]
- Trash Moment (con Coone & Villain) [OZ Records]
- Low Rider (con War) [Spinnin' Records]
- The Cell [OZ Records]
- Starchild (con Pollyanna) [Spinnin' Records]

2017:
- Bombjack (ft. Ambush) [Spinnin' Records]
- Showdown [Spinnin' Records]
- Everything Changes (ft. Chris Crone) [Spinnin' Records]
- Higher (con Lucas & Steve) [Spinnin' Records]

2016:
- Wake Up The Sun [Spinnin' Records]
- Spacecats [Spinnin' Records]
- Melody (con Steve Aoki & Dimitri Vegas & Like Mike)  [Smash The House]
- What You're Waiting For (con Tiësto) [Musical Freedom]
- Wickerman [Musical Freedom]
- Megatron [Spinnin' Records]
- Jaguar (con Dimitri Vegas & Like Mike) [FREE DOWNLOAD]
- Don't Stop [Spinnin' Records]
- Om Telolet om [FREE DOWNLOAD]

2015:
- Daftizer [FREE DOWNLOAD]
- Kensei [Spinnin' Records]
- The Hum (con Dimitri Vegas & Like Mike) [Smash The House]
- Lose Control [Spinnin' Records]
- Stars (ft. Katt Niall) [Spinnin' Records]
- On The Run [Spinnin' Records]

2014:
- Revolution (Vocal Mix) (con R3hab & NERVO) [Spinnin' Records]
- Raise Your Hands [Spinnin' Records]
- SMASH! [Spinnin' Records]
- Come With Me (We Are One) (Con Paul van Dyk) [Ultra Records]
- SuperWave [Spinnin' Records]
- Overdrive (Part 2) (con Calvin Harris) [Fly Eye Records]
- Overdrive (con Calvin Harris) [Columbia/Sony Music]

2013:
- The Code (con W&W) [Revealed Recordings]
- Here & Now [Spinnin' Records]
- Airport (con DJ Ghost) [Spinnin' Records]
- The Cube [Spinnin' Records]
- Revolution (con R3hab & NERVO) [Spinnin' Records]

2012:
- The Box [Reset]
- Miami Sundown [Reset]
- Cocoon [Reset]

2011:
- Reboot [DOORN Records]
- Transcend [Liquid]
- Indigo [Reset]
- Insignia [Reset]

2010:
- Insignia [Reset]
- Arcadia [DOORN Records]
- Serendipity (con Sied van Riel) [Reset]
- Next Phase [Reset]
- Vimana [Reset]
- Trinity [Reset]

2009:
- Maya [Liquid]
- Timewave Zero [DOORN Records]
- Shamballa [Reset]
- Subzero (con MEM) [Beatproviders]
- Synergy (con W&W) [Reset]

2008:
- Deep Basic [Beatproviders]
- Bits And Bytes (con El Toro) [Beatproviders]

2007:
- Joypad [Blue Chip]
- The Light [Beatproviders]
- Re-Charge (con El Toro) [Beatproviders]
- Natural Waves [Work Hard Play Hard Holland]

2006:
- Chica Good [Adult Records]

## Remixes & Edits
2008:
- El Toro – Divertimento (Ummet Ozcan Remix)
- El Toro – DeTune (Ummet Ozcan Remix)
- MEM – Endless Way (Ummet Ozcan Remix)

2009:
- MEM – Time to Believe (Ummet Ozcan Remix)
- Ronald van Gelderen – Backstabberzz (Ummet Ozcan Dub Mix)
- Woody van Eyden – B.O.B. (Ummet Ozcan Mix)
- Ferry Corsten – Radio Crash (Ummet Ozcan Remix)

2010:
- John O'Callaghan – Striker (Ummet Ozcan Remix)
- Ellrich & Plaice – Fucking Society (Ummet Ozcan Mix)
- Skytech – Cardboard Box (Ummet Ozcan Remix)
- Armin van Buuren – Full Focus (Ummet Ozcan Remix)
- Judge Jules – Verano Loco (Ummet Ozcan Remix)
- Talla 2XLC – The Spirits Within (Ummet Ozcan Mix)

2011:
- Sander van Doorn ft. Carol Lee – Love Is Darkness (Ummet Ozcan Remix)
- Lisa Lashes – Número Uno (Ummet Ozcan Remix)

2012:
- Aly & Fila – 200 (Ummet Ozcan Remix)

2013:
- Armin van Buuren – Pulsar (Ummet Ozcan Remix)
- Sander van Doorn – Neon (Ummet Ozcan Remix)
- Fatboy Slim – Eat Sleep Rave Repeat (Dimitri Vegas & Like Mike & Ummet Ozcan Tomorrowland Remix)

2014:
- Sander van Doorn – Right Here Right Now (Ummet Ozcan Vocal Mix)
- Tiësto ft. Matthew Koma – Wasted (Ummet Ozcan Remix)
- Calvin Harris – Summer (R3hab & Ummet Ozcan Remix)
- MEM – Ecco (Ummet Ozcan Edit)

2015:
- MEM feat. Yton – No Turning Back (Ummet Ozcan Edit)

2016:
- Dimitri Vegas & Like Mike - Stay A While (Ummet Ozcan Remix) [Smash The House]

2017:
- Eurythmics - Sweet Dreams (Ummet Ozcan Remix) [FREE DOWNLOAD]
- The Chainsmokers & Coldplay - Something Just Like This (Ummet Ozcan Remix)
- Dr. Dre Ft. Snoop Dogg, Kurupt, Nate Dogg - The Next Episode (Ummet Ozcan Remix)  [FREE DOWNLOAD]
- Cygnus X - Superstring (Ummet Ozcan Remix) [FREE DOWNLOAD]
- Axwell Λ Ingrosso ft. Kristoffer Fogelmark - More Than You Know  (Ummet Ozcan Remix) [FREE DOWNLOAD]
- Michael Jackson - Smooth Criminal (Ummet Ozcan Remix) [FREE DOWNLOAD]

2019:
- Tom Walker - Leave A Light On (Ummet Ozcan Remix) [FREE DOWNLOAD]
- Duncan Laurence - Arcade (Ummet Ozcan Remix) [Eurovision Song Contest]
- Younotus, Janieck, Senex - Narcotic (Dimitri Vegas & Like Mike vs. Ummet Ozcan Remix) [Raison Music]

2020:
- Tiesto Feat. 443 - Tomorrow (Ummet Ozcan Remix) [Musical Freedom]
- Da Boy Tommy - Candyman (Dimitri Vegas & Like Mike & W&W & Ummet Ozcan Remix) [Smash Classics] (Out Oct. 30, 2020)

Como Soundshaperz:
- 2010 Cocaine
- 2010 Open Your Mind / Bermuda
- 2010 Get It Right!

Producciones para otros artistas:
- 2007 The Sunclub – Fiesta Reloaded
- 2007 Lucky & Strike – Get Laid
- 2008 Spider* & M.E.M – it The Drums
- 2009 Randy Katana Ft MEM – Go Tech
- 2009 Mitch-B – B-Licious
- 2021 Alexandra Stan x NERVO - Come Into My World

## Sin Lanzamiento Oficial
| Año  | Canción                 | Colaboración                          | Sello Discográfico            |
| ---- | ----------------------- | ------------------------------------- | ----------------------------- |
| 2020 | Jutsun Or Naruto        |                                       | Oz Records / Spinnin' Records |
| 2020 | Take On Me              | Dimitri Vegas & Like Mike             | Smash The House               |
| 2019 | ID (Follow Up The Code) | W&W                                   | Oz Records / Rave Culture     |
| 2018 | ID [Innerstate 150]     |                                       | Oz Records / Spinnin' Records |
| 2017 | Blow The Speakers       | R3hab                                 | Oz Records / CYB3RPVNK        |
| 2017 | ID                      |                                       | Oz Records / Spinnin' Records |
| 2017 | My Planet               |                                       | Oz Records / Spinnin' Records |
| 2017 | ID                      |                                       | Oz Records / Spinnin' Records |
| 2016 | Super Hero              |                                       | Oz Records / Spinnin' Records |
| 2016 | Addicted                | Dimitri Vegas & Like Mike             | Oz Records / Smash The House  |
| 2016 | Crime                   |                                       | Oz Records / Spinnin' Records |
| 2016 | Omega                   |                                       | Oz Records / Spinnin' Records |
| 2015 | ID                      |                                       | Oz Records / Spinnin' Records |
| 2015 | Break The Silence       | Dimitri Vegas & Like Mike Feat. Vassy | Oz Records / Smash The House  |
| 2014 | ID                      | NERVO                                 | Oz Records / Spinnin' Records |

### Remixes Sin Lanzamiento Oficial
- 2019: Carmen Twillie ft. Lebo M. - Circle Of Life (The Lion King OST) (Ummet Ozcan Remix)
- 2018: Coolio - Gangsta's Paradise (Ummet Ozcan Bootleg)
- 2018: Mark Sherry meets Space Frog & Derb ft. The Grim Reaper - Follow Me (Ummet Ozcan Remix)
- 2018: Super Mario World - Overworld Theme (Ummet Ozcan Remix)
- 2017: Diplo & Sleepy Tom - Be Right There (Ummet Ozcan Remix)
- 2017: Dimitri Vegas & Like Mike vs. Ummet Ozcan - The Hum (Ummet Ozcan Hardstyle Remix)
- 2016: Galantis - Runaway (Ummet Ozcan Remix)
- 2016: Faithless - Insomnia (Ummet Ozcan Remix)
- 2016: Blasterjaxx & DBSTF - Paranassia (Ummet Ozcan Remix)
- 2016: Felix - Don't You Want Me (Ummet Ozcan Remix)
- 2016: Zedd - Beautiful Now (Ummet Ozcan Remix)
- 2016: Kungs vs. Cookin On 3 Burners - This Girl (Ummet Ozcan Remix)
- 2016: W&W & Hardwell & Lil Jon - Live The Night (Ummet Ozcan Edit)